# ヴァンTV
『ヴァンTV』（ヴァンテレ）とは、2013年4月から山梨放送で放送されているスポーツ情報番組である。放送時間は毎週土曜 22:54 - 23:00。

## 概要
山梨県のプロサッカークラブ・ヴァンフォーレ甲府の試合ダイジェストを中心に放送している。ヴァンフォーレ甲府はこの番組がスタートした2013年はJリーグ一部 (J1) に所属していたので、土曜日に試合が組まれることが多かったが、応援コーナーがある『山梨スピリッツ』は日曜放送である。そのため、速報ダイジェストとしてこの番組が制作されている。週末に試合が無い週には、代わりにチーム情報などを伝える。